# Balzac (Adelsgeschlecht)
Balzac (oder Balsac, auch Balzac d’Entragues) war eine Familie des französischen Adels, die zur Zeit der letzten Valois-Könige am königlichen Hof von großem Einfluss war, ihren Höhepunkt jedoch erst mit Catherine Henriette de Balzac d’Entragues (1579–1633) erreichte, die 1599 die Mätresse des ersten Bourbonen-Königs Heinrich IV. wurde.

## Geschichte
Die Familie tritt erstmals Mitte des 14. Jahrhunderts auf. Ihre Herkunft ist unklar; gleichnamige Orte gibt es mit Balzac (Charente) und Balzac, einem Teil von Birieux (Ain). Ihr erster und ebenfalls namengebender Besitz war Entraigues (Puy-de-Dôme) bei Clermont-Ferrand. Auch die Ehefrauen der ersten bekannten Balzacs stammen aus dieser Gegend.
Der Aufstieg begann mit Ehen, die mit den Familien der hohen Beamten am Pariser Hof geschlossen wurden: Chabannes, Joyeuse, Malet, und durch das Erbe des Louis Malet de Graville kam Reichtum hinzu: Montaigu-la-Brisette, Le Bois-Malesherbes und vor allem in der Nähe von Paris gelegene Marcoussis. Die Nähe zum Monarchen nutzte die Familie im höfischen Leben aus, nicht im Militär und nicht in der Politik, sondern vor allem in dessen Privatleben. So sind die bekanntesten Mitglieder der Familie Balzac d’Entragues dann auch:
- Charles de Balzac, Seigneur de Dunes, † 1599, einer der Mignons Heinrichs III., Teilnehmer am Duell der Mignons 1576 (le bel Entraguet)
- François de Balzac, † 1612, Seigneur d’Entragues, der 1578 Marie Touchet, die ehemalige Mätresse des Königs Karl IX., heiratete
- Catherine Henriette de Balzac d’Entragues, * 1579, † 9. Februar 1633, deren Tochter und seit 1599 Geliebte des Königs Heinrich IV., später Marquise de Verneuil

Nicht zur Familie gehört der Schriftsteller Honoré de Balzac, der dennoch ihr Wappen benutzte: Balzacs Vater führte bis 1780 den Familiennamen Balssa, der Adelstitel de war eine Verzierung, die der Autor sich selbst verlieh.

## Stammliste
1. Roffec de Balzac, Ritter, Mitte des 14. Jahrhunderts; ⚭ Cybille de Gouzon
  1. Guillaume de Balzac, Ritter, Seigneur d’Entragues, zweite Hälfte des 14. Jahrhunderts, ⚭ Marguerite d’Auzon, Tochter von Étienne, Ritter
    1. Jean de Balzac, Seigneur d’Entragues, erste Hälfte des 15. Jahrhunderts; ⚭ Agnès de Chabannes, Tochter von Jacques I. de Chabannes, Seigneur de La Palice, Großmeister von Frankreich, und Anne de Lavieu (alternativ: Tochter von Robert de Chabannes und Alix de Bort, Dame de Pierrefitte, die Eltern von Jacques I.) (Haus Chabannes)
      1. Roffec de Balzac, † 25. Oktober 1473, Seigneur de Glisenave (Égliseneuve-d’Entraigues); ⚭ 16. Februar 1453 Anne d’Albon, Dame de Châtillon d’Azergues, Tochter von Antoine d’Albon (Haus Albon)
        1. Roffec de Balzac
        2. Geoffroy de Balzac, † 1510 Seigneur d’Entragues, 1489 Châtelain de Bagnols-en-Beaujolais; ⚭ 26. August 1493 Claude Le Viste, Tochter von Jean Le Viste, Baron de Montreuil[1]
        3. Anne de Balzac; ⚭ 1472 Guillaume de Joyeuse, Vicomte de Joyeuse, † nach 1493 (Haus Joyeuse)
        4. Marie de Balzac, † 23. März 1503 ; ⚭ Louis Malet de Graville, † 1516, Seigneur de Graville, Sées et Bernay, Montaigu, Marcoussis, Milly-la-Forêt, Le Bois-Malesherbes, Gometz-le-Châtel, Bréthencourt, Chevreuse etc., 1486/87–1508 Admiral von Frankreich, Gouverneur von Picardie und Normandie, Generalleutnant in der Normandie, Kapitän von Vincennes, Beauté und Fontainebleau, Ritter des Ordre de Saint-Michel (Haus Malet)
        5. Philippe de Balzac; ⚭ 1497 Louis de Montlaur, Seigneur de Maubec
        6. Marguerite de Balzac

      2. Robert de Balzac, Seigneur d’Entragues, Baron de Saint-Amand (Puy-de-Dome); ⚭ 3. Oktober 1474 Antoinette de Castelnau-Caylus, Tochter von Antoine de Castelnau-Caylus, Baron de Clermont-Lodève, und Catherine de Chauvigny
        1. Pierre de Balzac, * 1479 † um 1530, Baron d’Entragues et de Saint-Amand, Seigneur de Prélat, de Paulhac, de Luis, de Dunes et de Clermont-Soubiran, Kapitän von Corbeil und Fontainebleau; ⚭ Anne Malet de Graville, Dame du Bois-Malesherbes et de Montaigu, Schriftstellerin, † nach 14. Dezember 1525, Tochter von Louis Malet de Graville, Seigneur de Graville, Sées et Bernay, Montaigu, Marcoussis, Milly-la-Forêt, Le Bois-Malesherbes, Gometz-le-Châtel, Bréthencourt, Chevreuse etc., 1486/87–1508 Admiral von Frankreich, Gouverneur von Picardie und Normandie (Haus Malet), und Marie de Balzac (siehe oben)
          1. Thomas de Balzac, † nach 12. April 1575, Seigneur de Montaigu-la-Brisette, bestattet in Marcoussis; ⚭ Anne Gaillard, Tochter von Michel II. Gaillard, Seigneur de Longjumeau et de Chilly (Haus Gaillard), und Souveraine d’Angoulême, uneheliche Tochter von Charles de Valois, Comte d’Angoulême (Haus Valois-Angoulême), und Jeanne Le Comte, bestattet in Marcoussis
            1. Jean (Pierre) de Balzac, * 1545, † 8. Dezember 1581, Seigneur de Montagu, de Chastres-sous-Montlhéry, de Viviers et de la Roue, Gouverneur von Saint-Jean-d’Angély, später von Brouage, bestattet in Marcoussis; ⚭ Madeleine Olivier, † nach 16. Juni 1576
              1. Anne de Balzac; ⚭ I François de l’Isle, Seigneur de Treigny, Gouverneur von Corbeil 1594, de La Capelle 1598 und Amiens 1607, † 1611 ; ⚭ II Louis Séguier, Baron de Saint-Brisson

            2. Robert de Balzac, Seigneur d’Ambonville, de (Montaigu-)la Brizette et de Chastres-sous-Montlhéry; ⚭ Marie Le Maistre, Tochter von Gilles Le Maistre und Marie d’Hennequin
            3. Louise de Balzac; ⚭ Jean III. de Créquy-Raimboval, Seigneur de Raimboval et des Granges
            4. Charles de Balzac, † 27. November 1627, Bischof von Noyon, Pair von Frankreich, 1618 Chevalier du Saint-Esprit, bestattet in Marcoussis
            5. Anne de Balzac; ⚭ 7. Mai 1570 Antoine de Monchy, Seigneur de Montcavrel, † nach 19. Juni 1585
            6. Claude de Balzac, Dame de Boisroger
            7. Louise de Balzac, † 1628, Äbtissin von Saulboir bei Laon
            8. Souveraine de Balzac, † 1628

          2. Guillaume de Balzac, * 14. Dezember 1517 in Marcoussis, † 1555 in Montreuil, Seigneur d’Entragues, de Marcoussis et de Malherbes, Baron de Clermont, Gouverneur von Orléans; ⚭ 18. Oktober 1538 in Compiègne Louise d’Humiéres, Tochter von Jean d’Humières, Seigneur d’Humières, und Françoise de Contay, Dame de Contay
            1. Henri de Balzac, * 30. März 1540 in Malherbes, † jung
            2. François de Balzac, * 1541, † 11. Februar 1612, Seigneur d’Entragues, de Marcoussis et du Bois-Malesherbes, Gouverneur von Orléans, Chevalier du Saint-Esprit 31. Dezember 1578; ⚭ I Jacqueline de Rohan-Gié, Dame de Gié, † Mai 1578, Tochter von François de Rohan-Gié, Baron du Château-du-Loir (Haus Rohan), und Catherine de Silly, Comtesse de Rochefort; ⚭ II 1578 Marie Touchet, * 1549 in Orléans, † 26. März 1638 in Paris, Dame de Belleville, die ehemalige Mätresse des Königs Karl IX., Tochter von Jean Touchet und Marie Mathy
              1. (I) Charles de Balzac, Seigneur d’Entragues et de Marcoussis, Gouverneur von Orléans und Étampes; ⚭ I 5. Februar 1595 Marie de La Châtre, † 1597, Tochter von Claude de La Châtre, baron de La Maisonfort, Gouverneur des Berry (Haus La Châtre), und Jeanne Chabot de Jarnac; ⚭ II Jeanne Gaignon
                1. (I) 2 Kinder, † jung
                2. (II) Charles de Balzac, * 1596, † 1616
                3. (II) Claude de Balzac, † 26. Januar 1636, Seigneur de Marcoussis, bestattet in Marcoussis
                4. (II) Anne de Balzac, † jung
                5. (II) Françoise de Balzac, * 1595, † 1650 in Château-du-Loir, Nonne in Faremoutiers, dann in Bonlieu

              2. (I) César de Balzac, Seigneur de Gié; ⚭ 1612 Catherine Hennequin d’Assy, Witwe von Charles de Balzac, Tochter von Antoine Hennequin
              3. (I) Charlotte Catherine de Balzac, * 1568; ⚭ 23. November 1588 Jacques d’Illiers, Seigneur de Chantemerle, † 1611
                1. Léon d’Illiers, Seigneur d’Entragues – Nachkommen: die Herren von Entragues aus der Familie Illiers

              4. (I) 2 Kinder, † jung
              5. (II) Catherine Henriette de Balzac d’Entragues, * 1579, † 9. Februar 1633, 1599 Geliebte des Königs Heinrich IV., später Marquise de Verneuil
              6. (II) Marie Charlotte de Balzac d’Entragues; Beziehung zu François de Bassompierre, Marschall von Frankreich, † 1646
                1. (unehelich) Louis II. de Bassompierre, Abt von Chéry, (1649) Bischof von Saintes

            3. Charles de Balzac le Jeune, † 14. März 1590 in Ivry, Seigneur de Clermont-Soubiran, Chevalier du Saint-Esprit 31. Dezember 1583; ⚭ Hélène Bon
              1. Henri de Balzac, Januar 1617 Marquis de Clermont-d’Entragues, Comte de Graville, Baron de Dunes, Seigneur de Mézières; ⚭ Louise L’Huillier
                1. Louise de Balzac, † Februar 1682 in Paris; ⚭ 3. September 1647 Louis de Bretagne-Avaugour, 7. Comte de Vertus et de Goëllo, 7. Baron d’Avaugour, † 2. Oktober 1669 in Clisson
                2. Marie de Balzac, * 1617, † 9. November 1691; ⚭ 28. Mai 1651 Jean Gaspard Ferdinand de Marchin, Comte de Granville, Seigneur de Modave, † 1673 – die Eltern von Ferdinand de Marsin (* 1656, † 1706) Comte de Marsin, Marquis de Clermont-d’Entragues, Baron de Dunes, Marschall von Frankreich

              2. Charles de Balzac, † 1611, Seigneur de Dunes, Comte de Graville, Chevalier du Saint-Esprit 7. Januar 1595 ; ⚭ 28. Juni 1606 Catherine Hennequin d’Assy, Tochter von Antoine Hennequin, sie heiratete in zweiter Ehe César de Balzac, Comte de Graville, Seigneur de Gyé
                1. Jeanne de Balzac; ⚭ Louis Hurault, Seigneur des Marais
                2. Alphonsine de Balzac; ⚭ 10. Oktober 1628 Charles Martel, Seigneur de Moupinçon et de Fontaine-Martel,
                3. Elisabeth de Balzac, * 1610, † 1687 ; ⚭ 21. Februar 1634 Gaston de Renty, Seigneur de Landelles,

              3. Jean de Balzac, † 15. Mai 1608, Abt von St. Martin-aux-Bois bei Évron und Saint-Quentin-les-Beauvais, Bischof von Grenoble
              4. Louis de Balzac, * Januar 1597, † 1618, Malteserordensritter
              5. Nicolas de Balzac, † 16. Januar 1610, Abt von St. Martin-aux-Bois bei Évron und Saint-Quentin-les-Beauvais, Koadjutor von Autun
              6. Hélène de Balzac, † jung

            4. Jean de Balzac, * 28. Februar 1543, * jung, bestattet in Marcoussis
            5. Galéas de Balzac, Seigneur de Graville, † 1573
            6. Charles de Balzac, Seigneur de Dunes, † 1599 in Toulouse, Gouverneur von Saint-Dizier, einer der Mignons Heinrichs III., Teilnehmer am Duell der Mignons 1576, Liebhaber der Margarete von Valois (1553–1615) (le bel Entraguet)
            7. Robert de Balzac, * 1547, † 18. März 1548
            8. Louise de Balzac, ⚭ 9. Juni 1571 Jacques, Baron de Clère, Seigneur de Beaumetz, de La Croix-Saint-Leufroy, de Goupillières et de Panilleuse
            9. Catherine de Balzac, † 1631/32; ⚭ 1572 Esmé Stewart, 1. Duke of Lennox, † 28. Mai 1583 (Haus Stuart)

          3. Louise de Balzac; ⚭ 1532 Charles Martel, Seigneur de Bacqueville, Gouverneur von Le Havre
          4. Antoinette de Balzac, Äbtissin von Malnoue
          5. Jeanne de Balzac, † 1542, Dame d’Entragues; ⚭ 6. August 1532 Claude d’Urfé, * 24. Februar 1501, † 12. November 1558, Bailli von Forez
          6. Georgette de Balzac; ⚭ 10. Mai 1538 Jean Pot, Seigneur de Chemault et de Rhodes, Maître des Cérémonies de France (Haus Pot) – die Eltern von Guillaume Pot de Rhodes
          7. 2 Söhne, † jung

        2. Jeanne de Balzac; ⚭ Amaury de Montal, † vor 1520, Gouverneur der Haute Auvergne
        3. Louise de Balzac

      3. ? Antoine de Balzac-d’Entragues, 1474–1491 Bischof von Die und Valence